# Hockey Hall of Fame
Hockey Hall of Fame, HHOF, er et museum opbygget omkring berømte personer som har været betydningsfulde for ishockeyens udvikling i almindelighed og nordamerikansk ishockey i særdeleshed. Man optager både tidligere spillere samt ledere og personer der på anden vis har været med til at fremme sporten.
Hockey Hall of Fame er beliggende i Toronto, Ontario, Canada. HHOF blev etableret i 1943 men fik først sin egen bygning i 1961 da en Hall of Fame åbnedes ved Canadian National Exhibition (CNE). I 1993 indviedes en ny bygning på hjørnet af Yonge Street og Front Street i Toronto.
For spillere gælder det at de skal have afsluttet deres aktive karriere mindst tre år før de kan komme i betragtning til at blive optaget. Dog har man 10 gange optaget en spiller uden den ellers obligatoriske ventetid på tre år, senest da Wayne Gretzky blev optaget i 1999. Efter Gretzky blev optaget besluttede man at man fremover ikke ville dispensere fra reglen om tre års ventetid. Hvert år kan der maksimalt optages 4 spillere, 2 ledere og 1 dommer.

## Eksterne links
- The Hockey Hall of Fame

43°38′49″N 79°22′38″V / 43.6469°N 79.3772°V